# نلی (فیلم ۲۰۱۶)
نلی (انگلیسی: Nelly) یک فیلم در ژانر فیلم زندگی‌نامه‌ای و درام است که در سال ۲۰۱۶ منتشر شد. داستان این فیلم زندگی نلی آرکان را به تصویر می‌کشد. این فیلم اثر کارگردان کانادایی آنه ایموند است. فیلم نلی نامزد دو جایزه جوایز سینمایی کانادا و برنده جایزه هنرهای تصویری کانادا و جایزه تلویزیون برای بهترین طراحی لباس فانتزی شده است.